# Maxima Sequanorum
Maxima Sequanorum of Sequania, ook Sequanica of Sequanicum, was een Romeinse provincie in de westelijke Alpen, voor een groot deel overeenkomend met nu Zwitserland, tussen de Rijn, de Saône en het Meer van Genève. De provincie werd in 297 uit het zuidelijk gedeelte van Germania Superior gevormd, met als hoofdstad Vesontio, thans Besançon. Sequania maakte deel uit van de prefectuur Gallia en het dioecesis Galliarum.
In de tweede helft van de 4e eeuw nam de druk van Germaanse stammen, vooral van de Alemannen, op de Sequania sterk toe, en verscheidene plundertochten en veldslagen waren het gevolg. Uiteindelijk ontruimden de Romeinen in 401 het gehele grondgebied.

## Civitates en plaatsen
- Civitas Vesontiensium, hoofdstad Vesontio, nu Besançon in Frankrijk.
- Colonia Iulia Equestris, hoofdstad Noviodunum, nu Nyon in Zwitserland.
- Civitas Helvetiorum, hoofdstad Aventicum, nu Avenches in Zwitserland.
- Colonia Augusta Raurica, hoofdstad Augusta Raurica, nu Augst in Zwitserland.